# Lettere a Marina
Lettere a Marina è un romanzo epistolare dell'autrice italiana Dacia Maraini del 1981.

## Trama
La scrittrice Bianca si stabilisce in una cittadina balneare dell'Italia meridionale per lavorare con tranquillità al suo nuovo romanzo, lasciando la grande città e la sua amica-amante Marina, alla quale scrive giorno dopo giorno delle lettere con l'intenzione di fargliele avere tutte insieme.
In queste missive racconta delle sue giornate scandite dall'ascolto di opere liriche (soprattutto il Macbeth e il Rigoletto) e dalla lettura delle poesie di Emily Dickinson, in cui trova il modo di farsi una nuova amica (Basilia, la vicina di casa) e un nuovo amante (il bel Damiano). Rievoca anche gli eventi del suo passato più o meno remoto, dal rapporto col padre (segnato da quello che si può considerare un complesso di Elettra) nella sua infanzia, all'adolescenza in Sicilia dai parenti materni e in collegio, fino alle esperienze più recenti, come la perdita del figlio per un aborto spontaneo e le delusioni provocate dal suo precedente amante Marco.
Un ulteriore elemento di disagio è dato dall'arrivo di Giorgio Paradisi detto Massimo, fratello della sua amica Fiammetta, ricercato dalla polizia per attività sovversive, col quale Bianca ha delle forti divergenze ma al quale dà ugualmente ricetto.
Quando il rapporto con Damiano si deteriora perché Bianca scopre che il suo amante ha una relazione morbosa con la propria matrigna, decide di lasciare la casa presa in affitto e di andare in quella di vacanze di Fiammetta sull'isola d'Ustica.

## Personaggi
Bianca
Narratrice e unica autrice delle lettere di cui è composto il romanzo. È una scrittrice che ha diversi tratti in comune con la Maraini: ha passato l'infanzia in tempo di guerra lontano dall'Italia (la Maraini in Giappone, Bianca in Guatemala) e la preadolescenza in Sicilia, terra d'origine del lato materno della sua famiglia, ha frequentato un oppressivo collegio religioso, ha avuto un matrimonio infelice e un figlio morto in grembo.
Il padre di Bianca
Di vent'anni più anziano di Bianca, che ne esalta in più punti il fascino e il bell'aspetto. È ispirato a Fosco Maraini, il padre dell'autrice nella realtà: come lui, era un docente universitario e aveva rifiutato a suo tempo l'iscrizione al Partito Nazionale Fascista, ma a differenza di Fosco il padre di Bianca era deceduto (in Guatemala, durante uno dei suoi soggiorni di studio) all'epoca dei fatti.
La nonna materna di Bianca
Di origine guatemalteca, vive modestamente in Sicilia ma ha uno spirito combattivo, tanto da difendere la sua proprietà armata di fucile. È vagamente ispirata alla nonna materna della Maraini, di origine cilena.
Il Gufo
Così Bianca ha soprannominato suo marito.
Marina
La destinataria delle lettere di Bianca, con la quale ha intrecciato una relazione lesbica.
Alda e Bice
Amiche di Bianca, nel cui salotto fa la conoscenza di Marina.
Chantal
Amica francese di Bianca, lesbica anch'essa e fervente femminista.
Marco
Precedente amante di Bianca. È un uomo sposato che si prende un'altra amante nella persona di Bruna.
Fiammetta
Amica di Bianca e Marina, anch'essa frequentatrice della casa di Alda e Bice.
Teodoro
Fratello minore di Bianca, terzogenito. Dopo i fervori religiosi della sua adolescenza, desidera esplorare delle perversioni sessuali (ad esempio, vuole vedere sua sorella Bianca stuprata da un suo amico).
Marisella
Moglie di Teodoro.
Roberta
Amica di gioventù di Bianca. Dopo aver tentato il suicidio è ricoverata in manicomio.
Bruna
Amante di Marco, che lavora in un istituto di ricerca. Bianca, dopo averla approcciata, la perdona e le lascia il suo uomo.
Rosalia
Cugina di Bianca, di sei anni più vecchia di lei, con cui trascorre da ragazza le estati in Sicilia. Era patita di fotoromanzi e innamorata del loro divo Ramil Noran.
Gaetano
Amico siciliano di Bianca, uomo di grande cultura, che abbandona la carriera accademica per mettersi a fare il contoterzista.
Basilia
Vicina di casa di Bianca nella cittadina balneare, che per arrotondare fa massaggi.
Mauro
Marito di Basilia, che lavoa proletaria" di ricca famiglia, che gira per Napoli su una Jaguar.
Giorgia
Amica di Bianca e Marina.
Giorgio Paradisi, detto Massimo
Fratello di Fiammetta, militante in un gruppo di estrema sinistra, ricercato dalla polizia.
Valerio
Amante di Fiammetta, uomo sposato che non vuol lasciare la moglie.
Damiano
Ultimo amante di Bianca, incontrato al bar Nettuno della cittadina balneare.
Guiomar
Donna argentina, nuova amante di Marco, di cui Giorgia parla a Bianca.
Margherita, detta Rituccia
Matrigna e amante di Damiano. Dopo averla incontrata, Bianca decide di lasciare il suo ultimo amante, avendo compreso che il legame che li lega è più forte del suo.

## Opere correlate
In una lettera viene adombrato il delitto di Isolina Canuti, la donna uccisa e fatta a pezzi a Verona nel 1900, sul quale l'autrice avrebbe pubblicato nel 1985 il saggio romanzato Isolina. Il luogo del delitto è cambiato (da Verona alla cittadina dalla quale Marina scrive le sue lettere), così come i nomi dei personaggi; ad uno coinvolto marginalmente è però assegnato quello di Isolina.
Il dramma scritto da Marina sulla storia della strega Zena fu composto dall'autrice anche nella realtà.

## Edizioni
- Dacia Maraini, Lettere a Marina, Milano, Bompiani, 1981.
- Dacia Maraini, Lettere a Marina, collana BUR. La scala, Milano, Rizzoli, 2001, ISBN 88-17-86689-X.
- Dacia Maraini, Lettere a Marina, collana BUR. Contemporanea, Milano, Rizzoli, 2019, ISBN 978-88-17-86689-7.